# Backside bus

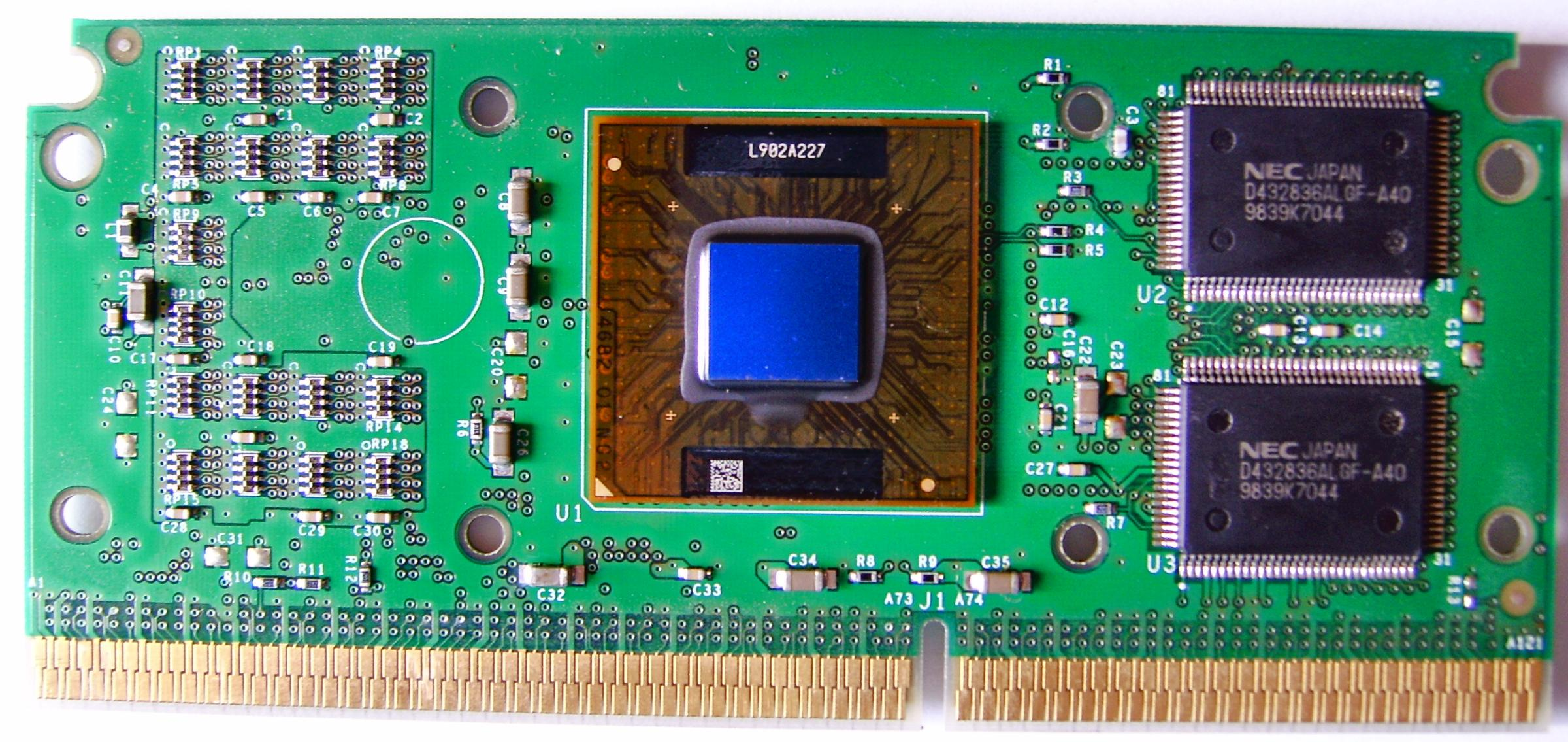
Um módulo processador Pentium II com sua capa removida exibindo o processador à esquerda e a memória cache L2 à direita.

Na arquitetura de microprocessadores, o Backside bus (ou barramento traseiro) era um barramento de computador usado nas primeiras plataformas Intel para conectar a CPU à memória cache da CPU - geralmente na cache L2 nos processadores que o têm embutido. Se um projeto o utiliza junto com um barramento frontal, é considerado parte de uma arquitetura de barramento duplo ou, na terminologia da Intel, arquitetura Dual Independent Bus.  A arquitetura de backside bus foi descontinuada quando os processadores mais novos começaram a incorporar cache L2. 

## Histórico
Muitos processadores adotaram arquiteturas de dois barramentos para aumentar a velocidade de acesso ao L2, colocando-o então em um barramento dedicado, o backside bus (BSB). Por ser exclusivo para o processador, este barramento pode ser otimizado para transferências SRAM e pode operar na velocidade de clock total da CPU. Como SRAMs capazes de operar à velocidade total da CPU são caras, porém, a maioria dos processadores operam com a BSB pela metade da taxa de clock da CPU. Ainda assim, a BSB faz uma interface L2 muito mais rápida do quê uma FSB. Alguns processadores tomaram o passo adicional de mover as etiquetas do cache L2 para dentro da matriz do processador para acelerar a detecção de erros e acertos e para permitir maior associatividade ao conjunto.
Com o advento dos processos de 0.25µ, os vendedores de processador de PCs começaram a trazer a BSB e o L2 no chip. A alternativa a aumentar o tamanho das L1s ainda é preferida por alguns designers, mas a abordagem de dois níveis irá se tornar mais popular conforme o tamanho do cache do chip aumentar. A tendência em direção a L2s no chip irá acelerar com os processos de 0.18µ, e L2s externos deverão desaparecer completamente pela geração de 0.13µ.
Apesar de L2s no chip serem tipicamente menores que L2s externas, elas podem também ser mais rápidas. No chip, a BSB pode ser bem larga e operar na taxa de clock total da CPU. Em adição, a L2 pode ter maior associatividade ao conjunto, múltiplos bancos, múltiplas portas, e outros recursos que são impráticos de serem construídos fora do chip com SRAMs. Estes atributos podem aumentar a velocidade e taxas de acerto dramaticamente, compensando o tamanho menor. Na maioria das aplicações de PC, uma L2 de 256K e velocidade plena no chip supera o desempenho de uma L2 de 512K e meia-velocidade externa.